# 쾰른 대학교
쾰른 대학교(Universität zu Köln)는 독일 노르트라인베스트팔렌주 쾰른에 위치한 대학교이다. 약 4만 5000명의 학생이 등록하여 독일에서 큰 규모의 대학에 속한다.

## 역사
1388년에 처음 개교한 대학의 전신은 신성로마제국에서 프라하, 빈, 하이델베르크에 이어서 4번째로 설립되었다. 나폴레옹이 이끄는 프랑스에 의해 이 지역이 점령되어 1798년에 대학교는 문을 닫아야 했다. 그 후 1919년에 지금의 새로운 대학이 다시 문을 열었다.

## 대한민국 대학과의 교류
- 서울대학교 자연과학대학 물리•천문학부 : 2011년 8월 25일 연구협정을 체결하였다.[1]